# دون برينكلي
دون برينكلي (بالإنجليزية: Don Brinkley)‏ هو كاتب سيناريو أمريكي، ولد في 9 مارس 1921 في ذا برونكس في الولايات المتحدة، وتوفي في 14 يوليو 2012 في ساغ هاربور في الولايات المتحدة.

## وصلات خارجية
- دون برينكلي على موقع IMDb (الإنجليزية)
- دون برينكلي على موقع ألو سيني (الفرنسية)
- دون برينكلي على موقع أول موفي (الإنجليزية)
- دون برينكلي على موقع قاعدة بيانات الفيلم (الإنجليزية)
- دون برينكلي على موقع كينوبويسك (الروسية)